# Melanagromyza funebris
Melanagromyza funebris är en tvåvingeart som först beskrevs av Lamb 1912.  Melanagromyza funebris ingår i släktet Melanagromyza och familjen minerarflugor.
Artens utbredningsområde är Seychellerna. Inga underarter finns listade i Catalogue of Life.